# Ropalidiini
Ropalidiini (лат.) — триба общественных ос подсемейства Polistinae в составе семейства настоящих ос (Vespidae).

## Распространение
Встречаются в Старом Свете. Из четырёх родов Ropalidiini, род Ropalidia распространён в большей части Старого Света с мягким климатом, Parapolybia ограничен азиатскими и папуасскими регионами, Polybioides имеет дизъюнктивный характер распространения (а именно в Индо-Папуасском и Эфиопском регионах), а Belonogaster — Эфиопский и Малагасийский с несколькими видами, простирающимися на Индийский субконтинент. Такие паттерны распространения требуют биогеографического объяснения с точки зрения тектоники плит.

## Биология
Ведут общественный образ жизни, строят бумажные гнёзда. По типу основания новых колоний выделяют две группы: независимое основание одной или группой самок без участия рабочих особей (Belonogaster, Parapolybia, и часть видов Ropalidia) или почкование путём роения (род Polybioides, часть видов Ropalidia)

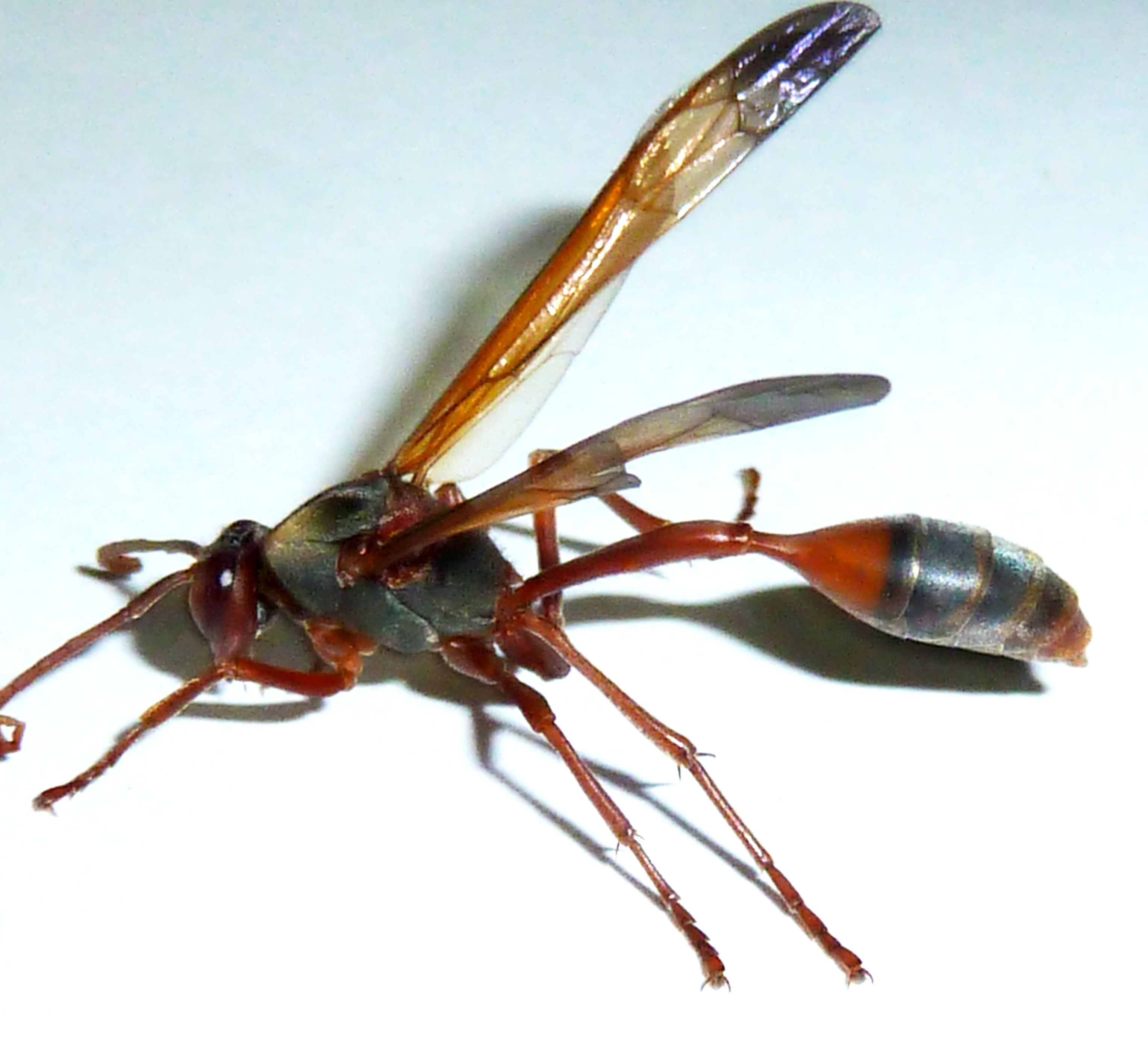
Belonogaster juncea
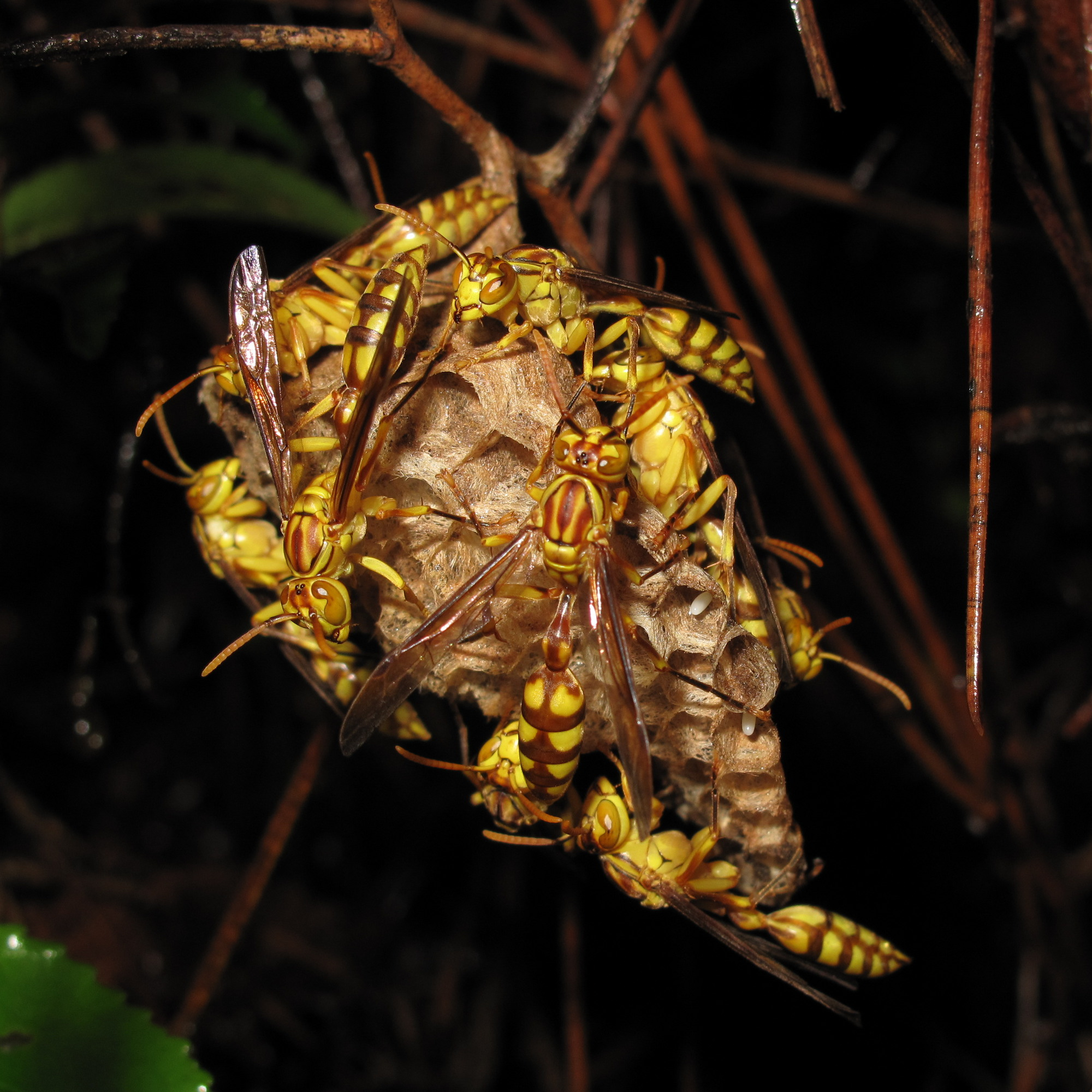
Parapolybia indica
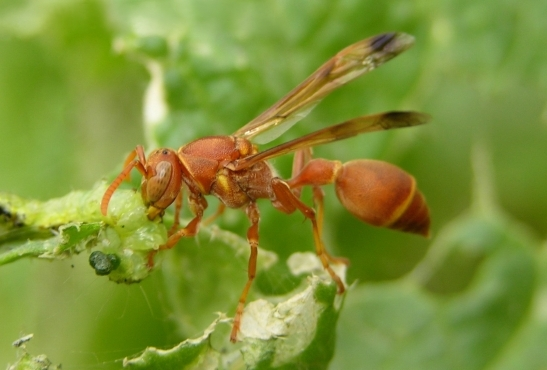
Ropalidia marginata

## Классификация
Около 300 видов. Впервые выделена в 1918 году американским энтомологом Джозефом Чарльзом Бекуэртом. Триба Ropalidiini включает монофилетическую группу родов. Филогенетические отношения между родами Ropalidiini следующие: (Ropalidia + Parapolybia) + (Polybioides + Belonogaster)
- Belonogaster de Saussure, 1854 (около 80 видов)[6]
- Icaria de Saussure, 1853 (10) (?Ropalidia)[7]
- Parapolybia Saussure, 1854 (5)
- Polybioides du Buysson, 1913 (6)
- Ropalidia Guérin-Méneville, 1831 (около 200)